# 屋久岛蛇菰
屋久岛蛇菰（学名：Balanophora yakushimensis）为蛇菰科蛇菰属下的一个种。

## 扩展阅读
- 維基物種上的相關：屋久岛蛇菰